# Ґорук Семен Васильович
Семе́н Васильович Ґору́к, або Сень Ґорук (13 вересня 1873, Снятин — 1920, Соловки) — український військовий та громадський діяч, журналіст, отаман Легіону Українських Січових Стрільців і Української Галицької Армії.

## Життєпис
Народився в м. Снятині (нині — Івано-Франківська область).
Навчався в Коломийській гімназії, згодом — Львівському університеті. У довоєнний період був активним членом «Молодої України» та Християнсько-суспільної партії, редагував часопис «Руслан». Став одним з організаторів товариства «Сокіл» у Галичині. На той час винаймав помешкання в офіцині будинку, що на вул. Оссолінських, 7 у Львові (нині — вулиця Стефаника, 7-А).

У роки Першої світової війни — командир сотні, з листопада 1914 — куреня Легіону Українських Січових Стрільців. Стрілецькі військові підрозділи під командуванням Горука відзначилися в боях на Маківці, над Стрипою і на Лисоні. Поранений під Потуторами.
На липень 1917 року із 37 усусами перебував у таборі для військовополонених в місті Симбірськ (сучасний Ульяновськ). Мав можливість у неділю відвідувати богослужіння; під час відвідин римо-католицького костелу (вибрали його, а не православну церкву) восени 1916 року в Симбірську разом із Зеноном Носковським зустрілися з вивезеним до Сибіру отцем Володиславом Носковським.
У листопаді 1918 року входив до складу Українського Генерального Військового Комісаріату, який очолив підготовку і проведення Листопадового повстання 1918 у Львові.
З 5 листопада до 10 грудня 1918 року — начальник штабу (Начальної булави) Начальної Команди УГА.
Брав участь у польсько-українській війні 1918—1919 і українсько-більшовицькій війні 1917—1921.
Заарештований більшовиками у квітні 1920 року в Києві. З весни 1920 року перебував у більшовицькому полоні в концтаборі Кожухов недалеко від Москви. У червні 1920 року разом з іншими галичанами був перевезений у табір особливого призначення на Соловецьких островах, де загинув.

## Вшанування пам'яті
На його честь названі:
- вулиця Семена Ґорука — у його рідному Снятині,
- вулиця отамана Семена Ґорука — у Коломиї.